# Liste der Kulturgüter in Dozwil
Die Liste der Kulturgüter in Dozwil enthält alle Objekte in der Gemeinde Dozwil im Kanton Thurgau, die gemäss der Haager Konvention zum Schutz von Kulturgut bei bewaffneten Konflikten, dem Bundesgesetz vom 20. Juni 2014 über den Schutz der Kulturgüter bei bewaffneten Konflikten sowie der Verordnung vom 29. Oktober 2014 über den Schutz der Kulturgüter bei bewaffneten Konflikten unter Schutz stehen.
Objekte der Kategorie A sind im Gemeindegebiet nicht ausgewiesen, Objekte der Kategorie B sind vollständig in der Liste enthalten, Objekte der Kategorie C fehlen zurzeit (Stand: 1. Januar 2023).

## Kulturgüter
| Foto |                                                             | Objekt                           | Kat. | Typ | Standort                           | Beschreibung |
| ---- | ----------------------------------------------------------- | -------------------------------- | ---- | --- | ---------------------------------- | ------------ |
| ja   | Datei hochladen · Wikidata zu Wohnhaus (Q29882725)          | Wohnhaus KGS-Nr.: 13671          | B    | G   | Oberdorfstrasse 21 741225 / 270973 |              |
| ja   | Datei hochladen · Wikidata zu Sekundarschulhaus (Q29882723) | Sekundarschulhaus KGS-Nr.: 13672 | B    | G   | Uttwilerstrasse 9 741697 / 271363  |              |